# Nemanja Nenadić
Nemanja Nenadić (n. Belgrado, Serbia, 2 de enero de 1994) es un baloncestista serbio que pertenece a la plantilla del Arka Gdynia de la PLK, la primera división del baloncesto polaco. Con 1,98 metros de estatura, juega en la posición de escolta.

## Trayectoria deportiva
Nenadić es un escolta formado en el KK Slodes y tras jugar desde 2012 a 2014, formaría parte de distintos equipos de la Liga Serbia de Baloncesto y de la Liga Serbia de Baloncesto B como Tamiš, Mladost Zemun, KK Pirot, Vojvodina Srbijagas y KK Dunav.
El 5 de agosto de 2017, Nenadić firmó un contrato de tres años con el KK FMP de la Liga Serbia de Baloncesto.
El 14 de septiembre de 2018, Nenadić firmó un contrato de tres años con el Estrella Roja de Belgrado. El 23 de septiembre de 2018, debutó con Estrella Roja de Belgrado en la final de la Supercopa del Adriático de 2018 contra Budućnost VOLI.
El 21 de julio de 2020, Nenadić firmó un contrato de dos años con KK FMP de la Liga Serbia de Baloncesto.
El 9 de julio de 2021 firmó con Zastal Zielona Góra del PLK, con el que promedió 15.1 puntos, 5.0 asistencias y 4.9 rebotes en la liga doméstica, y 16.6 puntos y 4.3 asistencias en la VTB United League.
El 15 de junio de 2022, firma por el Breogán Lugo de la Liga Endesa.
El 13 de julio de 2023, firma por el CSP Limoges de la Pro A, la primera división del baloncesto francés.
El 13 de julio de 2024 firmó con Élan Chalon de la LNB Pro A.
El 5 de diciembre de 2024 firmó con Arka Gdynia de la Liga Polaca de Baloncesto (PLK).